# Асфельд (кантон)
Асфе́льд (фр. Asfeld) — кантон во Франции, находится в регионе Шампань — Арденны, департамент Арденны. Входит в состав округа Ретель.
Код INSEE кантона — 0801. Всего в кантон Асфельд входит 18 коммун, из них главной коммуной является Асфельд.

## Коммуны кантона
| Коммуна            | Население, чел. (1999) | Почтовый индекс | Код INSEE |
| ------------------ | ---------------------- | --------------- | --------- |
| Аво                | 454                    | 08190           | 08039     |
| Асфельд            | 976                    | 08190           | 08024     |
| Балан              | 125                    | 08190           | 08044     |
| Берникур           | 151                    | 08300           | 08060     |
| Бланзи-ла-Салоннез | 282                    | 08190           | 08070     |
| Бриен-сюр-Эн       | 160                    | 08190           | 08084     |
| Вилле-деван-ле-Тур | 301                    | 08190           | 08476     |
| Вьё-лез-Асфельд    | 266                    | 08190           | 08473     |
| Гомон              | 320                    | 08190           | 08195     |
| Ле-Тур             | 317                    | 08190           | 08451     |
| Л’Экай             | 131                    | 08300           | 08148     |
| Пуалькур-Сидне     | 150                    | 08190           | 08340     |
| Руази              | 223                    | 08190           | 08368     |
| Сен-Жерменмон      | 775                    | 08190           | 08381     |
| Сен-Реми-ле-Пети   | 36                     | 08300           | 08397     |
| Со-Сен-Реми        | 161                    | 08190           | 08404     |
| Удийкур            | 140                    | 08190           | 08229     |
| Эр                 | 205                    | 08190           | 08004     |

## Население
Население кантона на 1999 год составляло 5 173 человека.
| 1962  | 1968  | 1975  | 1982  | 1990  | 1999  | 2006 | 2007 | 2008 |
| ----- | ----- | ----- | ----- | ----- | ----- | ---- | ---- | ---- |
| 4 872 | 5 242 | 4 980 | 4 947 | 5 279 | 5 173 | —    | —    | —    |